# Jaroslav Veselý
Jaroslav Veselý (* 8. srpna 1977 Hradec Králové) je český profesionální fotbalový trenér, který trénuje český klub Bohemians Praha 1905 a od ledna 2024 působí i v realizačním týmu Ivana Haška u české fotbalové reprezentace..

## Hráčská kariéra
Jaroslav Veselý měl během své hráčské kariéry vleklé zdravotní problémy a kvůli tomu nikdy nedosáhnul na angažmá ve vyšších soutěžích.

## Trenérská kariéra

### FK OEZ Letohrad
Veselý začal trénovat již v osmadvaceti letech. V Letohradě nejprve trénoval dorost a na jaře 2009 se stal hlavním trenérem třetiligového A mužstva. Nahradil tak Karla Havlíčka, který odešel trénovat druholigový Baník Sokolov. S klubem ve své první sezóně nevyhnul pádu do Divize C.
Pod jeho vedením se Letohrad vrátil do ČFL v sezoně 2011/12. Veselý ukončil své působení po vzájemné dohodě s vedením klubu po podzimní části sezony 2012/13.

### FC Hradec Králové
V červnu 2013 se spolu s Davidem Bredou stal trenérem dorostu U19 FC Hradec Králové.

### FK Kolín
Spolu s Pavlem Matějkou vedl v podzimní části sezóny 2014/15 fotbalisty Kolína ve druhé lize. 21. ledna 2015 byl z Kolína pro neuspokojivé výkony propuštěn.

### Fujairah a Emirates Club
V lednu 2015 odešel do Spojených arabských emirátů, kam v roli asistenta doprovodil Ivana Haška a spolupracoval také s Luďkem Klusáčkem.

### FK Litoměřicko
Po návratu do Česka trénoval Litoměřicko.

### MFK Chrudim
V létě 2019 se stal hlavním trenérem Chrudimi. Veselý přebral Chrudim po Pavlu Jirouskovi po první druholigové sezoně, následně dokázal uhrát v tvrdé konkurenci dvakrát desáté místo.
Dne 8. prosince 2021, jen několik dní po konci podzimní části 2. ligy, opustil Veselý na vlastní žádost Chrudim po dvou a půl letech. Chrudim v podzimní části sezony dokázala zvítězit jen dvakrát a společně se čtyřmi remízami jí zisk deseti bodů stačil jen na průběžné patnácté místo. Na první nesestupovou pozici ztráceli Chrudimští čtyři body. Na jeho pozici jej nahradil Radek Kronďák.

### Bohemians 1905
V lednu 2022 nastoupil jako asistent v Bohemians 1905 po konci Ericha Brabce. Po odvolání Luďka Klusáčka převzal v březnu jeho roli hlavního trenéra. Jeho jediným cílem byla záchrana Bohemians ve Fortuna:Lize. To se nakonec povedlo, i když až v baráži s Opavou. V prvním barážovém utkání, které se konalo v Opavě, Bohemians zvítězili 1:0. V následném domácím druhém utkání Klokani zvítězili 2:0.
V létě 2022 podepsal s klubem novou smlouvu na dva roky. V březnu byl zvolen Veselý ovládl anketu o nejlepšího trenéra měsíce v první lize.
Veselý dovedl v sezóně 2022/23 Bohemians překvapivě do předkola Konferenční ligy. "Klokani" se do pohárové Evropy kvalifikovali po 36 letech díky čtvrtému místu v nejvyšší soutěži.

### Česká reprezentace
V lednu 2024 byl jmenován asistentem Ivana Haška u české reprezentace, zároveň Veselý zůstal i ve funkci hlavního trenéra Bohemians 1905.